# نورث إيست يونايتد
نورث إيست يونايتد لكرة القدم (بالإنجليزية: NorthEast United Football Club)‏ هو نادي كرة قدم هندي من مدينة غواهاتي يلعب حالياً في دوري السوبر الهندي.تأسس النادي في 2014.